# 부톤섬

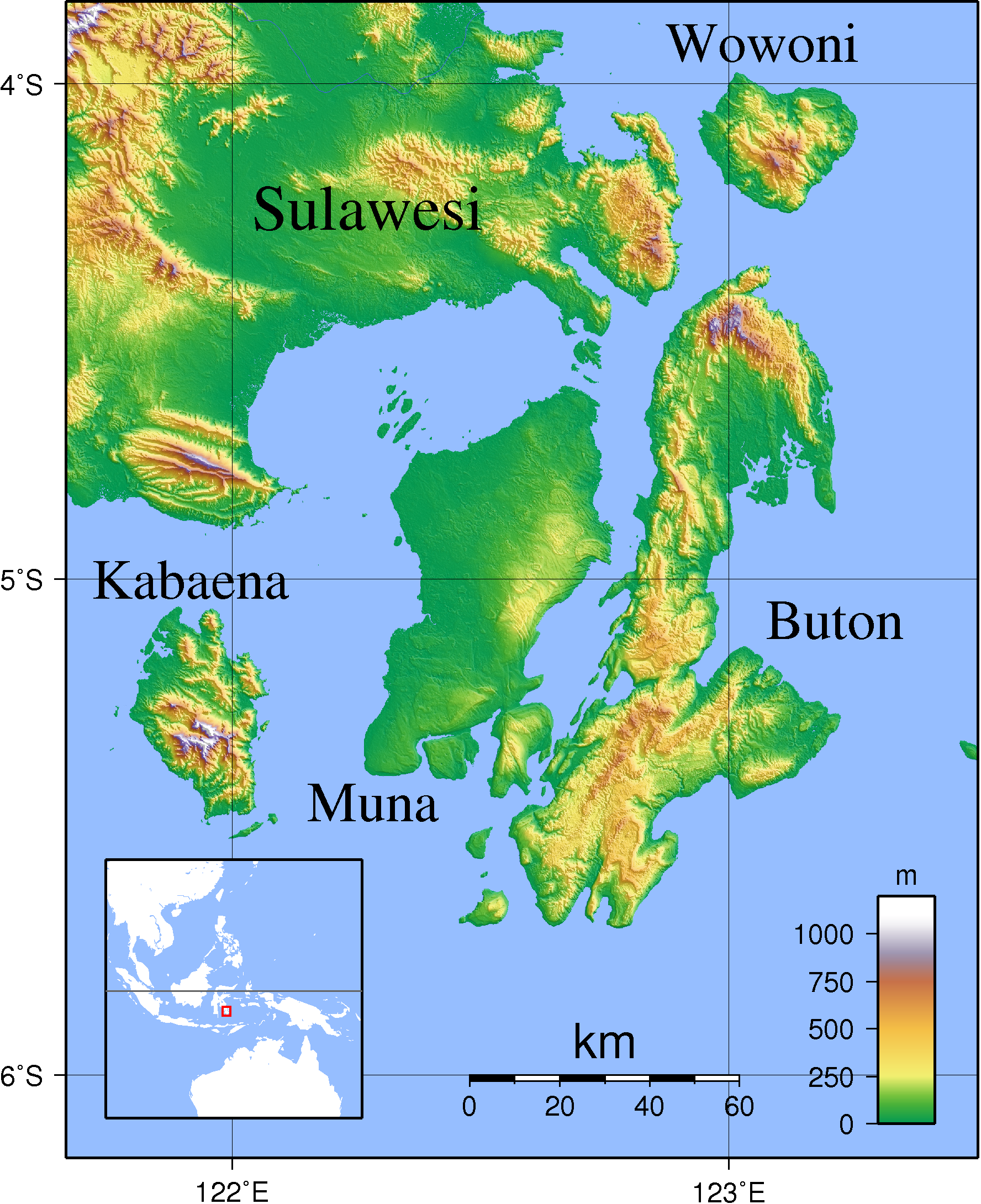

부톤섬(Buton)은 인도네시아의 섬으로, 술라웨시섬 남동쪽에 있다. 섬의 대부분이 우림으로 이루어져 있다. 야생 동물로 들소의 일종인 아노아가 있다. 인구는 50만여명이다.
가장 큰 도시인 바우바우에서는 토착어인 찌아찌아어 그리고 교통어인 인도네시아어와 월리오어가 함께 쓰인다.

## 역사
15세기에는 부퉁 왕조가 있었다고 전해진다. Nagarakretagama에 따르면, 부퉁이란 곳에 정원과 관개 시설이 있었으며, 왕의 지배를 받고 있었다고 한다.
1542년에 이슬람인들의 지배를 받는 술탄령이 되었으며, 첫 술탄의 이름인 Murhum Kaimuddin Khalifatul Khamis에서 오늘날 바우바우의 항구 이름 Murhum이 비롯되었다.
식민지 시대가 오기 전까지 부톤 섬은 테르나테 제국의 영향권내에 있었다. 특히 16세기에 테르나테의 두 번째 지역중심으로 봉사하였으며 지역의 교역을 조정하고 테르나테로 보낼 조공을 수집하였다.